# Paripadal
| Sangam-Literatur |
| --- |
| Ettuttogai („acht Anthologien“) |
| - Natrinai - Kurundogai - Aingurunuru - Paditruppattu - Paripadal - Kalittogai - Agananuru - Purananuru                                                                             |
| Pattuppattu („zehn Gesänge“) |
| - Tirumurugatruppadai - Porunaratruppadai - Sirupanatruppadai - Perumbanatruppadai - Mullaippattu - Maduraikkanchi - Nedunalvadai - Kurinchippattu - Pattinappalai - Malaipadukadam |

Das Paripadal (Tamil: பரிபாடல் Paripāṭal [ˈpaɾipaːɖəl] „[Sammlung im] Paripadal-Versmaß“) ist ein Werk der alttamilischen Sangam-Literatur. Es handelt sich um eine Anthologie mit ursprünglich 70 Gedichten, von denen 22 erhalten sind. Das Paripadal gehört zu den späteren Werken der Sangam-Literatur und wird zur Gruppe der „acht Anthologien“ (Ettuttogai) gezählt.

## Formale Aspekte
Das Paripadal ist nur sehr bruchstückhaft überliefert. Von ursprünglich 70 Gedichten sind nur 22 erhalten, dazu kommen zwei längere und elf kurze Fragmente. Im Gegensatz zum Rest des Sangam-Korpus, der sich in die beiden Genres der Liebes- und Heldendichtung einteilt, gehört das Paripadal zur religiösen Dichtung. Das Werk enthält Hymnen an verschiedene Gottheiten. Von den ursprünglich 70 Gedichten sollen acht dem Gott Tirumal (Vishnu), 31 dem Gott Sevvel (Murugan), eines der Göttin Kadukilal (Durga), 26 dem Fluss Vaigai und vier der Stadt Madurai gewidmet gewesen sein. Erhalten sind sechs Hymnen an Vishnu und jeweils acht an Murugan und den Fluss Vaigai. Die erhaltenen Gedichte haben eine Länge von 32 bis 140 Zeilen und werden 13 verschiedenen Dichtern zugeschrieben. Zum Paripadal existiert ein ausführlicher Kommentar des Autors Parimelalagar aus dem 13. Jahrhundert.

## Datierung
Die großen inhaltlichen, stilistischen und sprachlichen Abweichungen machen es deutlich, dass das Paripadal gemeinsam mit den beiden anderen Werken Kalittogai und Tirumurugatruppadai jüngeren Datums ist als der Rest des Sangam-Korpus. Die absolute Chronologie der Texte ist nicht sicher, doch wird für das Paripadal ein Entstehungszeitraum im 6. Jahrhundert n. Chr. vorgeschlagen.

## Textbeispiel
„கள்ளணி பசுந்துள வினவை கருங்குன் றனையவை

யொள்ளொளியவை யொருகுழையவை

புள்ளணி பொலங் கொடியவை

வள்ளணி வளைநாஞ் சிலவை

சலம்புரி தண்டேந் தினவை

வலம்புரி வயநேமியவை

வரிசிலை வயவம்பினவை

புகரிணர்சூழ் வட்டத்தவை புகர்வாளவை

எனவாங்கு

நலம்புரீஇ யஞ்சீர் நாம வாய்மொழி

யிதுவென வுரைத்தனெ முள்ளமர்ந் திசைத்திறை

யிருங்குன்றத் தடியுறை யியைகவெனப்

பெரும்பெய ரிருவரை பரவுதுந் தொழுதே.“

„Kaḷ aṇi pacum tuḷaviṉavai karum kuṉṟ’ aṉaiyavai

oḷ oḷiyavai oru kuḻaiyavai

puḷ aṇi polam koṭiyavai

vaḷ aṇi vaḷai nāñcilavai

calam puri taṇṭ’ ēntiṉavai

valampuri vaya nēmiyavai

vari cilai vaya ambiṉavai

pukar iṇar cūḻ vaṭṭattavai pukar vāḷavai

eṉavāṅku

nalam purīi am cīr nāma vāymoḻi

itu eṉa uraittaṉem uḷ amarnt’ icaitt’ iṟai

iruṅkuṉṟatt’ aṭi uṟai iyaika eṉa

perum peyar iruvarai paravutum toḻutē.“

„‚Du mit nektargeschmücktem grünen Tulsi, du gleich dem schwarzen Hügel,

du von hellen Lichtern, du mit einem einzigen Ohrring,

du mit dem vogelgeschmückten Goldbanner

du mit der scharfen, gebogenen Pflugschar,

du, der den Stab erhebt, der im Zorn handelt,

du mit dem rechtsdrehenden, starken Diskus,

du mit dem starken Pfeil im gestreiften Bogen,

du mit dem Kreis, umgeben von Flecken in Trauben, du mit fleckigem Schwert‘,

mit diesen Worten,

Gutes begehrend, auf daß das wahre Wort von ausgezeichnetem Ruf,

tönend aus dem Innern von uns, die wir ‚Dies [ist es]‘ sagten,

gefällig sein möge dem Herrn, der zu Füßen von Iruṅkuṉṟam wohnt,

preisen wir andachtsvoll die beiden mit großen Namen.“